# Пращеваць
Пращеваць (хорв. Praščevac) — населений пункт у Хорватії, у Загребській жупанії у складі громади Фаркашеваць.

## Населення
Населення за даними перепису 2011 року становило 120 осіб.
Динаміка чисельності населення поселення:

## Клімат
Середня річна температура становить 10,76 °C, середня максимальна – 25,32 °C, а середня мінімальна – -6,05 °C. Середня річна кількість опадів – 793 мм.
| Клімат поселення                              | Клімат поселення | Клімат поселення | Клімат поселення | Клімат поселення | Клімат поселення | Клімат поселення | Клімат поселення | Клімат поселення | Клімат поселення | Клімат поселення | Клімат поселення | Клімат поселення | Клімат поселення |
| Показник                                      | Січ.             | Лют.             | Бер.             | Квіт.            | Трав.            | Черв.            | Лип.             | Серп.            | Вер.             | Жовт.            | Лист.            | Груд.            |                  |
| Середній максимум, °C                         | 5,94             | 8,14             | 12,68            | 16,85            | 22,41            | 25,32            | 24,34            | 23,76            | 19,76            | 14,70            | 9,46             | 4,64             |                  |
| Середня температура, °C                       | −0,06            | 2,12             | 6,68             | 10,86            | 16,42            | 19,32            | 20,52            | 19,94            | 15,95            | 10,89            | 5,63             | 0,80             |                  |
| Середній мінімум, °C                          | −6,05            | −3,86            | 0,70             | 4,86             | 10,42            | 13,34            | 16,68            | 16,09            | 12,12            | 7,05             | 1,80             | −3,01            |                  |
| Норма опадів, мм                              | 43               | 43               | 49               | 60               | 74               | 88               | 76               | 73               | 73               | 73               | 80               | 61               |                  |
| Середньомісячна швидкість вітру, м/с          | 2.10             | 2.32             | 2.70             | 2.60             | 2.40             | 2.20             | 2.10             | 1.90             | 1.96             | 2.01             | 2.11             | 2.10             |                  |
| Середньомісячна сонячна радіація, кДж/м²·день | 4050             | 6871             | 10659            | 15110            | 19251            | 21213            | 22079            | 19324            | 14240            | 8762             | 4539             | 3313             |                  |
| --------------------------------------------- | ---------------- | ---------------- | ---------------- | ---------------- | ---------------- | ---------------- | ---------------- | ---------------- | ---------------- | ---------------- | ---------------- | ---------------- | ---------------- |
| Джерело:                                      |                  |                  |                  |                  |                  |                  |                  |                  |                  |                  |                  |                  |                  |